# C9 tegong
C9 tegong (C9特工S), noto anche con il titolo internazionale Go! Go! Go! Operation C9, è una serie televisiva del 2020.

## Trama
Yu Siu-kiu è una trentenne che in realtà è un agente segreto per un'organizzazione governativa; improvvisamente l'intera sua squadra viene sterminata da una bomba nascosta nella loro base operativa, e non avendo alcun contatto si ritrova sola al mondo. Una sera, mentre si trova in un ristorante, fa la conoscenza di Ko Dai-ching, un ortolano di buon cuore che decide di sposare: la donna si rifà così una vita, senza però sospettare che un suo collega, Ma Leoi-si, è rimasto vivo, e che la vuole al suo fianco per vendicare gli assassini della loro squadra. 